# Шаннон (округ, Миссури)
Округ Шаннон (англ. Shannon County) — округ штата Миссури, США. Население округа на 2009 год составляло 8361 человек. Административный центр округа — город Эминенс.

## История
Округ Шаннон основан в 1837 году.

## География
Округ занимает площадь 2600,3 км². 13,06 % площади округа занимает единственный национальный лес Миссури — «Марк-Твен».

## Демография
Согласно оценке Бюро переписи населения США, в округе Шаннон в 2009 году проживало 8361 человек. Плотность населения составляла 3.2 человек на квадратный километр.